# Tipula (Vestiplex) deserrata
Tipula (Vestiplex) deserrata is een tweevleugelige uit de familie langpootmuggen (Tipulidae). De soort komt voor in het Palearctisch gebied.